# لیگ آزادگان ۸۸–۱۳۸۷
لیگ آزادگان ۸۸–۱۳۸۷ هیجدهمین دوره مسابقات دسته اول فوتبال ایران (جام آزادگان) می‌باشد.

## جدول رده بندی

### گروه یک
آخرین به روز رسانی جدول ۱۷ خرداد ۱۳۸۸
منبع: لیگ یک
نحوه قرار گرفتن در جدول:1st امتیاز؛ 2nd تفاضل گل؛ 3rd گل زده.
# = رتبه در جدول؛ بازی = تعداد بازی؛ برد = بازیهای برده؛ مساوی = بازیهای مساوی؛ باخت = بازیهای باخته؛ زده = گل زده؛ خورده = گل خورده؛ تفاضل = تفاضل گل؛ امتیاز = امتیاز گرفته؛
(ق) = قهرمان؛ (س) = سقوط کرده؛ (ص) = صعود به رده بالاتر؛ (پ) = رفتن به پلی آف؛ (۱/۴) = رفتن به ۱/۴

### گروه دو
آخرین به روز رسانی جدول ۱۷ خرداد ۱۳۸۸
منبع: لیگ یک
نحوه قرار گرفتن در جدول:1st امتیاز؛ 2nd تفاضل گل؛ 3rd گل زده.
# = رتبه در جدول؛ بازی = تعداد بازی؛ برد = بازیهای برده؛ مساوی = بازیهای مساوی؛ باخت = بازیهای باخته؛ زده = گل زده؛ خورده = گل خورده؛ تفاضل = تفاضل گل؛ امتیاز = امتیاز گرفته؛
(ق) = قهرمان؛ (س) = سقوط کرده؛ (ص) = صعود به رده بالاتر؛ (پ) = رفتن به پلی آف؛ (۱/۴) = رفتن به ۱/۴

## جدول بازی‌ها

### گروه یک
آخرین ویرایش ۱۷ خرداد ۱۳۸۸
| ميزبان / ميهمان۱ | گهر | هما | کثر | مهر | صاد | نسا | پتر | نفت | صنا | سپا | عبا | تبر | زنج | آذن |
| گل گهر           |     | ۱–۰ | ۲–۰ | ۲–۲ | ۴–۰ | ۱–۱ | ۳–۵ | ۰–۰ | ۲–۱ | ۰–۲ | ۱–۰ | ۱–۰ | ۱–۰ | ۱–۳ |
| هما              | ۲–۲ |     | ۰–۰ | ۲–۰ | ۱–۱ | ۱–۱ | ۰–۱ | ۲–۳ | ۰–۰ | ۰–۰ | ۰–۱ | ۱–۲ | ۲–۱ | ۰–۱ |
| کوثر لرستان      | ۰–۱ | ۲–۱ |     | ۱–۱ | ۲–۰ | ۳–۲ | ۱–۰ | ۰–۰ | ۰–۳ | ۰–۰ | ۰–۰ | ۰–۱ | ۱–۰ | ۰–۱ |
| مهرکام پارس      | ۱–۲ | ۱–۱ | ۱–۲ |     | ۱–۱ | ۱–۰ | ۰–۱ | ۲–۰ | ۰–۰ | ۱–۰ | ۳–۱ | ۱–۱ | ۱–۰ | ۱–۱ |
| مقاومت مرصاد     | ۱–۱ | ۴–۱ | ۱–۲ | ۲–۱ |     | ۴–۳ | ۰–۰ | ۱–۱ | ۱–۱ | ۰–۱ | ۱–۱ | ۴–۱ | ۱–۱ | ۴–۰ |
| نساجی مازندران   | ۱–۰ | ۰–۰ | ۰–۰ | ۱–۱ | ۱–۰ |     | ۱–۳ | ۰–۰ | ۰–۰ | ۳–۱ | ۱–۰ | ۰–۰ | ۳–۱ | ۳–۵ |
| پتروشیمی تبریز   | ۱–۲ | ۰–۱ | ۱–۰ | ۴–۱ | ۲–۰ | ۱–۰ |     | ۱–۱ | ۱–۱ | ۲–۰ | ۲–۱ | ۰–۰ | ۲–۲ | ۲–۲ |
| صنعت نفت         | ۳–۱ | ۱–۲ | ۲–۲ | ۲–۲ | ۱–۰ | ۰–۰ | ۳–۰ |     | ۱–۱ | ۰–۰ | ۲–۲ | ۱–۰ | ۱–۰ | ۰–۱ |
| صنایع اراک       | ۱–۰ | ۲–۱ | ۷–۰ | ۳–۲ | ۰–۱ | ۳–۱ | ۳–۳ | ۱–۰ |     | ۱–۰ | ۱–۱ | ۳–۱ | ۱–۰ | ۱–۳ |
| سپاهان نوین      | ۲–۲ | ۲–۱ | ۲–۱ | ۱–۰ | ۱–۰ | ۱–۱ | ۲–۴ | ۱–۲ | ۰–۱ |     | ۲–۱ | ۱–۱ | ۱–۱ | ۱–۲ |
| شهرداری بندرعباس | ۱–۲ | ۲–۱ | ۰–۱ | ۰–۲ | ۲–۰ | ۲–۱ | ۰–۱ | ۲–۲ | ۱–۲ | ۱–۱ |     | ۱–۴ | ۲–۰ | ۲–۱ |
| شهرداری تبریز    | ۰–۰ | ۱–۰ | ۱–۰ | ۲–۲ | ۲–۰ | ۳–۰ | ۲–۲ | ۲–۰ | ۱–۰ | ۲–۲ | ۱–۰ |     | ۳–۳ | ۳–۱ |
| شهرداری زنجان    | ۱–۱ | ۰–۰ | ۲–۲ | ۰–۱ | ۲–۰ | ۰–۰ | ۱–۰ | ۱–۰ | ۰–۰ | ۰–۳ | ۰–۰ | ۱–۳ |     | ۱–۱ |
| استیل‌آذین        | ۱–۰ | ۳–۲ | ۰–۰ | ۰–۱ | ۱–۰ | ۳–۱ | ۴–۱ | ۳–۲ | ۳–۰ | ۳–۲ | ۲–۱ | ۱–۲ | ۳–۱ |     |

منبع: لیگ یک
۱تیمهای میزبان در جدول عمودی و میهمان در جدول افقی.
رنگ ها: آبی = برد در خانه خود; زرد = مساوی; قرمز = باخت در خانه خود.

### گروه دو
آخرین ویرایش ۱۷ خرداد ۱۳۸۸
| ميزبان / ميهمان۱  | آلو | دام | دیم | تکا  | ماش | مس.ر | نیر | پیا | شاه | بوش | شمک | شیر | ترب | ترا |
| آلومینیوم هرمزگان |     | ۱–۱ | ۰–۰ | ۲–۱  | ۳–۰ | ۲–۲  | ۱–۱ | ۲–۱ | ۱–۰ | ۱–۰ | ۱–۱ | ۱–۱ | ۱–۱ | ۰–۰ |
| داماش لرستان      | ۰–۰ |     | ۲–۱ | ۲–۱۲ | ۳–۰ | ۱–۰  | ۰–۰ | ۲–۱ | ۰–۰ | ۲–۰ | ۱–۱ | ۱–۱ | ۱–۱ | ۰–۱ |
| دیهم اهواز        | ۱–۱ | ۰–۱ |     | ۱–۳  | ۲–۲ | ۱–۱  | ۰–۰ | ۰–۱ | ۳–۰ | ۱–۳ | ۲–۱ | ۲–۱ | ۱–۲ | ۱–۳ |
| اتکا              | ۱–۱ | ۱–۲ | ۴–۰ |      | ۲–۲ | ۱–۰  | ۲–۰ | ۰–۱ | ۵–۰ | ۱–۱ | ۲–۱ | ۱–۱ | ۰–۰ | ۲–۳ |
| ماشین سازی        | ۱–۳ | ۱–۰ | ۲–۰ | ۰–۱  |     | ۳–۱  | ۰–۳ | ۱–۴ | ۲–۲ | ۰–۰ | ۱–۱ | ۱–۰ | ۲–۱ | ۰–۱ |
| مس رفسنجان        | ۱–۰ | ۱–۲ | ۳–۰ | ۲–۰  | ۵–۰ |      | ۱–۰ | ۴–۲ | ۴–۰ | ۴–۰ | ۲–۰ | ۲–۰ | ۱–۰ | ۰–۰ |
| نیروی زمینی       | ۱–۰ | ۲–۲ | ۱–۱ | ۰–۰  | ۲–۰ | ۰–۱  |     | ۱–۱ | ۱–۰ | ۱–۱ | ۱–۰ | ۱–۱ | ۰–۱ | ۱–۰ |
| پیام مخابرات      | ۱–۰ | ۰–۱ | ۴–۰ | ۱–۱  | ۲–۰ | ۱–۱  | ۲–۳ |     | ۳–۰ | ۰–۳ | ۲–۱ | ۱–۲ | ۱–۰ | ۰–۱ |
| شاهین اهواز       | ۴–۳ | ۳–۲ | ۱–۰ | ۱–۲  | ۲–۱ | ۱–۱  | ۰–۴ | ۰–۱ |     | ۰–۱ | ۱–۰ | ۰–۳ | ۰–۱ | ۱–۴ |
| شاهین بوشهر       | ۲–۰ | ۱–۰ | ۲–۰ | ۳–۲  | ۲–۱ | ۱–۰  | ۲–۱ | ۱–۰ | ۱–۱ |     | ۱–۰ | ۲–۱ | ۱–۰ | ۱–۰ |
| شموشک نوشهر       | ۰–۰ | ۰–۰ | ۲–۱ | ۱–۱  | ۱–۰ | ۰–۱  | ۱–۰ | ۱–۰ | ۲–۰ | ۰–۱ |     | ۲–۲ | ۱–۱ | ۰–۰ |
| شیرین‌فراز         | ۰–۱ | ۱–۰ | ۱–۲ | ۱–۱  | ۱–۰ | ۰–۰  | ۲–۰ | ۱–۱ | ۱–۱ | ۱–۰ | ۲–۱ |     | ۰–۰ | ۱–۱ |
| تربیت یزد         | ۱–۰ | ۰–۰ | ۴–۰ | ۲–۱  | ۳–۰ | ۳–۳  | ۰–۱ | ۲–۳ | ۱–۱ | ۱–۱ | ۱–۰ | ۲–۲ |     | ۲–۲ |
| تراکتور           | ۲–۰ | ۱–۰ | ۵–۰ | ۱–۰  | ۴–۱ | ۲–۱  | ۱–۰ | ۱–۰ | ۳–۱ | ۲–۰ | ۱–۲ | ۱–۳ | ۱–۱ |     |

منبع: لیگ یک
۱تیمهای میزبان در جدول عمودی و میهمان در جدول افقی.
رنگ ها: آبی = برد در خانه خود; زرد = مساوی; قرمز = باخت در خانه خود.

## آمار بازیکنان

### گلزنان

#### گروه یک
۱۱
- عباس پورخسروانی (گل گهر)

۱۰
- هادی خدادادی (استیل‌آذین)

۹
- روح الله عرب (صنعت‌نفت)

۸
- مصطفی شجاعی (سپاهان نوین)

#### گروه دو
۹
- نیما قویدل (نیروی زمینی)
- محمد احمدپوری (شیرین‌فراز)

۸
- محمد عزیزی (مس رفسنجان)

## پلی آف
شاهین بوشهر با برتری در محموع دو بازی به لیگ برتر صعود کرد.
| تیم ۱                       | نتیجه نهایی | تیم ۲                                | بازی رفت | بازی برگشت |
| --------------------------- | ----------- | ------------------------------------ | -------- | ---------- |
| باشگاه فوتبال شهرداری تبریز | ۳-۲         | باشگاه فوتبال شاهین پارس جنوبی بوشهر | ۲-۲      | ۱-۰        |

### بازی رفت
| شهرداری تبریز            | ۲ – ۲ | شاهین بوشهر            |
| ------------------------ | ----- | ---------------------- |
| سعید دقیقی ۱۶' ۴۲'پنالتی |       | سعید پیرسرندیب ۳۷' ۵۰' |

### بازی برگشت
| شاهین بوشهر     | ۱ – ۰ | شهرداری تبریز |
| --------------- | ----- | ------------- |
| عباس مرداسی ۶۴' |       |               |